# 池袋百点会
『池袋百点会』（いけぶくろひゃくてんかい）は、つげ義春による日本の漫画作品。1984年12月に、日本文芸社の刊行する不定期刊行本『COMICばく3』に発表された全35頁からなる。1993年に石井輝男によって映画化されたオムニバス映画『ゲンセンカン主人』の最終話に採用された。

## 解説
つげのストーリー作家としての構成力、想像力が遺憾なく発揮された作品。同時にユーモアとペーソスにあふれ、細部の描写も細かく、創作でありながらリアリティを感じさせる秀逸な内容となっている。これはつげが『義男の青春』のように自分自身の気持ちや感情の表出に重点を置かず、娯楽作品として突き放して描いたことに起因しており、徹底して面白く読ませようとするつげのサービス精神がなにはばかることなく発露、反映されたことによる。
ストーリーは完全な創作ではあるが、つげは錦糸町に下宿していた頃に、実際に作中に描かれたようなタウン誌「池袋百点」を発刊しようという計画をもったことがある。1955年1月に創刊されたタウン誌の元祖である銀座の老舗を会員とする月刊PR誌『銀座百店』をまねたものを友人3人と企画したが、資金がなく幻と終わった。最初に「池袋百点」を発行しようと言いだしたのはつげよりも2歳年上の文学青年の友人であった。彼らのイメージが重なり、作中の「池袋百点」の企画者である伊守ができあがった。「百店」ではなく「百点」としたのは、計画はとん挫し「捕らぬ狸の皮算用」となり「百点」のつもりが「零点」になったことによる。
また、つげは『幕末風雲伝』（1958年6月）を描いたころより作風が急に暗くなるが、これはその当時下宿していた底辺の人たちの吹き溜まりのようなアパートでの生活の影響からであった。そこにはペテン師や売春婦などが住んでおり、唯一知的な人物には画家がいて、彼とはその後長く付き合いが続いた。独身者が40名ほども住むアパートだったが、部屋は3畳しかなく夫婦で住む者もいた。ペテン師は50代後半の紳士然とした人物で廊下で衣類やバッグ、時計、ライターなど当時のブランド物を展示して売り始めたり、そのうち住人から言葉巧みに会社設立話で大家や住人に出資させ、その後1年ほどで行方をくらましてしまう。この話もこの作品のヒントになっている。
つげは、この作品中ではリアリティを出すための細部の描写を楽しみながら描いた。営業担当のさえない男、須山の個性が際立っているが、藁半紙に何十も顔を描いてようやく決まったものである。また、この須山の個性を際立たせるために、当ビジネス参画者のひとりである業界紙の編集者をあえて名無しにし、平凡に描いている。

## 評価
- 権藤晋 - 野坂昭如の小説を読むような、すなわち中間小説や大衆小説を読むような面白さがあり、つげ作品と意識しないで読めてしまう。須山のキャラクターがいい。
- 豊嶋泰國 - 「甲府」「昇仙峡」は鬱屈した場所の記憶からの脱出であり、それが効果的な転調の美学を奏でている[2]。

## あらすじ
舞台は昭和34年頃の東京の下町。みじめな貸本漫画家を恥じ、油絵を描いたりして芸術家を気取っていた主人公の津部は、憧れているウェイトレスの福子が勤める喫茶店「ランボウ」通いが続いていた（当時つげが通っていた喫茶店「ブルボン」がモデル）。そこで太宰治にかぶれた文学青年の伊守に会う。ある日、津部が伊守に招かれて伊守のアパートへ行ってみると、そこには福子がいた。福子はすでに伊守の恋人になっていたのだ。伊守は新たなビジネスとして「銀座百店」を真似たPR誌「池袋百点会」の構想を企画しており、津部に参加を要請する。営業はプロを雇うことにし、新聞広告を出したところ来たのがひどくさえない男の須山であった。その後、三流業界紙の男も加わって営業を続けたものの客は全く獲得できず、最初の売り上げは須山により伊守には無断で夕食のすき焼き代になってしまう。その後も、1ヶ月間で収穫は0だった。
あえなく「池袋百点会」は解散となったが、しばらくして伊守が福子とともに津部のアパートへ転がり込んできた。須山は解散後も勧誘を続け、30店舗分の売り上げを持って夜逃げしてしまったのだ。その後、3人での共同生活が津部のアパートで始まるが、しばらく後に伊守が福子に無断で姿を消してしまう。伊守には甲府に妻がいたのだ。2ヵ月後、津部と福子の2人は伊守を探しに甲府へ向かう。
ラストシーンは、昇仙峡を馭者の観光案内を聞きながら馬車に乗る2人の姿で終わる。

## 登場人物
- 津部 - 東京の下町の太平荘に下宿する貧乏青年で、画家を目指している。
- 福子 - 津部の行きつけの喫茶店勤務のウェイトレス。
- 伊守 - 小説家を目指す無職の文学青年で太宰治にかぶれている。降り続く雨を眺めながら、太宰も好んだポール・ヴェルレーヌの詩の一節「わが心に雨の降るごとく、わが心にも雨が降る」と呟くような男。独身と偽って福子と同棲していたが、後に甲府の水晶問屋に婿入りしていたことが知れる。
- 須山 - 妻に逃げられ、板橋で息子と2人で暮らす冴えない営業マン。

（以上）

## 映画
1993年に石井輝男により映画化されたオムニバス映画『ゲンセンカン主人』の最終話に採用された。出演者の一人である杉作J太郎は以下のように証言している。
台本が原作と一字一句違わなかった。石井はアドリブで全部を現場ですることが多いと聞いていた杉作は、現場でいろいろと指示があるかと期待したが、現場では「遊んじゃいますから」というようなことを言われる。すると、現場には原作にはない玄米パンの屋台が置かれていた。そのシーンは台本になく、石井の指示により台詞が指示された。杉作は、屋台自体は何日も前から用意されていたはずで、綿密に計算されているのだろうと考えた。小道具係により渡された財布には、昭和33年以前の5円玉、10円玉が揃えられ、すごい作業だと感銘する。映画経験がなかった杉作だが、朝6時集合と聞いていたので5時45分に到着していたが、まだ早いと思い煙草などを吸って5分前に行くと、皆がオロオロしており「早く早く!」と言われ、自分が一番遅かったことに気付く。そこで佐野史郎から、映画の世界では6時集合とは、6時スタートの意味だと教えられ、これは恐ろしい世界だと痛感したという。